# 1973 en chimie
Cet article présente les faits marquants de l'année 1973 en chimie.

## Évènements
- 57e Olympiades Internationales de Chimie, organisées à Sofia en Bulgarie du 1er juillet au 10 juillet[1].
- 10 mai : accord instituant le Laboratoire européen de biologie moléculaire (European Molecular Biology Laboratory ou EMBL), installé à Heidelberg en Allemagne en 1974[2].
- Osamu Hayaishi devient président de l'Union internationale de biochimie jusqu'en 1976[3].
- Les biochimistes japonais Akira Endo et Masao Kuroda isolent la mévastatine, premier inhibiteur des HMG-CoA réductase[4].
- 15 octobre : J. R. Gavaler publie la découverte du Nb3Ge, un supraconducteur à 22 K[5].

## Prix
- Prix Nobel de chimie : Ernst Otto Fischer et Geoffrey Wilkinson pour leurs travaux de pionniers, réalisés indépendamment, sur les composés organométalliques appelés composés sandwich[6].
- Prix Procter & Gamble : Robert L. Burwell, Jr.[7]
- Prix Anselme-Payen : D. Goring[8]
- Médaille Garvan-Olin : Mary Lowe Good[9]
- Prix Ernest-Guenther :  William G. Dauben[10]
- ACS Award in Pure Chemistry : John Isaiah Brauman[11]
- Prix Arthur C. Cope : Roald Hoffmann et Robert Burns Woodward[12]
- Prix Irving-Langmuir : Peter M. Rentzepis[13]
- Médaille Priestley :  Harold C. Urey[14],[15],[16]
- Médaille Davy : John Stuart Anderson en reconnaissance de ses contributions remarquables à la chimie, en particulier à l'étude structurelle des surfaces imparfaites et des matériaux non-stœchiométriques[17],[18].
- Claude S. Hudson Award in Carbohydrate Chemistry : Roger W. Jeanloz[19]
- Médaille William-H.-Nichols : R. Bruce Merrifield[20]

## Décès
- 30 mars[21] : William Justin Kroll (né en 1889), métallurgiste, chimiste et consultant luxembourgeois.
- 11 août : Karl Ziegler (né en 1898), chimiste allemand, prix Nobel de chimie en 1963.
- 11 novembre : Artturi Ilmari Virtanen (né en 1895), chimiste finlandais.